# Mapoon
Mapoon é uma cidade costeira do Condado Aborígine de Mapoon e uma localidade dividida entre o Condado Aborígine de Mapoon e o Condado de Cook, em Queensland, Austrália. No Censo Australiano de 2011, a cidade registrou uma população de 263 habitantes e 90% da população da cidade era de descendência aborígine ou das ilhas do Estreito de Torres.

## Geografia
A Comunidade Aborígine de Mapoon está localizada em Port Musgrave, oeste do Cabo York em Far North Queensland, Austrália. Uma missão presbiteriana foi estabelecida em Mapoon em 1891, com o objetivo de fornecer serviços de educação e saúde ao povo aborígine. Em 1907, sob a Lei dos Reformatórios, estava operando como comunidade para a população local. 
A comunidade difere de muitas outras comunidades do Cabo, pois as residências construídas pelo governo de qualidade estão espalhadas nas matas ao longo da Red Beach Road em direção a Cullen Point, em vez de serem agrupadas. Em 2000, a Comunidade Aborígine de Mapoon foi formalmente reconhecida nos termos da escritura de concessão em fundos fiduciários.
Durante a estação chuvosa de dezembro a abril, a área é praticamente inacessível, exceto por via aérea e marítima.

## População
A população do censo de 1996 em Mapoon era de 139 habitantes. No censo de 2006, Mapoon tinha uma população de 239 habitantes. No Censo Australiano de 2011, a cidade registrou uma população de 263 habitantes e 90% da população da cidade era de descendência aborígine ou das ilhas do Estreito de Torres.  

## Invasão policial
Na década de 1950, quando a bauxita foi descoberta na região de Western Cape, o governo de Queensland aprovou uma legislação para ajudar as empresas interessadas Comalco e Alcan com a Lei Comalco (Lei de 1957 (Qld) do Commonwealth Aluminium Corporation Pty Ltd. Como conseqüência, cerca de oito mil quilômetros quadrados foram retirados da reserva da missão. O governo, juntamente com Comalco, decidiu expulsar os residentes da missão, e eles foram levados à força pela polícia de Queensland de Old Mapoon para New Mapoon em 15 de novembro de 1963. O encerramento da Missão foi explicado publicamente como uma medida para 'racionalizar os serviços' para os povos indígenas do Cabo, centralizando-os na área de Bamaga. Em novembro de 1963, as pessoas foram expulsas de suas casas pela polícia armada. Eles foram transportados 200 kilometres (120 mi) por navio. A operação policial foi ordenada e supervisionada por Patrick Killoran, o então diretor de Assuntos Aborígines em Queensland.
Relatórios históricos sugerem que as pessoas foram forçadas ou enganadas a embarcar na barcaça. Foi visto pela população local que as casas dos moradores aborígines foram queimadas até o chão para impedir que os moradores retornassem, no entanto, relatórios do governo afirmam que algumas casas foram queimadas devido à sua condição perigosa e sinistra. Muitos moradores ficaram descontentes em Bamaga, em uma das comunidades próximas agora conhecida como Novo Mapoon. Nos anos seguintes, muitos voltaram a Mapoon e, eventualmente, o governo forneceu novas moradias. O Conselho Aborígine de Mapoon administra os assuntos da comunidade com o apoio do governo. 

## Instalações
Atualmente a cidade possui uma escola primária, posto de enfermagem, escritório do conselho e pequena loja que fornece combustível e comida. As pessoas locais estão empregadas no Conselho que, além de fornecer serviços para a comunidade local em 2006, ganhou o contrato para fornecer manutenção de estradas para os 80 kilometres (50 mi) para qualquer tempo de estrada de terra da cidade de Weipa. Há também um negócio de pesca produtivo, fornecendo caranguejos para os mercados do sul dos rios Port Musgrave Bay e Dulhunty e Wenlock. 
As instalações de acampamento próximas à cidade são encontradas em Cullen Point e Janie Creek. A área é conhecida pela excelente pesca e caranguejo. 

## Educação
Escola Estadual de Mapoon aberta em 30 de janeiro de 1995. A escola tornou-se Western Cape College — Mapoon em 1 de janeiro de 2002.

## Plano de Gerenciamento de Álcool
Existe um "Plano de Gerenciamento de Álcool" na comunidade, com restrições sobre a quantidade e o tipo de bebida que pode ser transportada em pessoas ou veículos na área. Este Plano foi formulado e solicitado pela maioria dos Presbíteros da comunidade e aprovado por lei pelo Governo de Queensland no S.168 da Lei do Licor de 1992. É aplicada pela polícia de Queensland, sediada em Weipa. 